# Katrin Gerstenberger
Katrin Gerstenberger (* in Halle an der Saale) ist eine deutsche Opernsängerin.

## Leben und Wirken
Katrin Gerstenberger begann im Alter von 5 Jahren ihre musikalische Ausbildung mit Klavierunterricht. Mit 12 Jahren erfolgte ca. 1976 die Aufnahme in Hans Jürgen Wenzels Kinder-Komponistenklasse Halle. Nach dem Abitur mit Sprachschwerpunkt studierte sie Gesang bei Gudrun Fischer an der Hochschule für Musik Franz Liszt Weimar. Ihr Bühnendebüt machte Gerstenberger 1990 an den Bühnen der Stadt Gera als Mezzosopran mit der Rolle der Azucena in Der Troubadour. Von 1990 bis 1993 unterrichtete sie Gesang an der Hochschule Weimar. In 1993 trat sie als lyrische Mezzosopranistin dem Ensemble des Staatstheaters Darmstadt bei, wo sie 2004 ins Sopranfach wechselte. Im April 2014 bekam Gerstenberger vom Hessischen Ministerium für Wissenschaft und Kunst den Titel Kammersängerin verliehen, in Würdigung besonderer Dienste um das Staatstheater Darmstadt und ihrer herausragenden künstlerische Leistungen.

## Filmografie
- Carl Orff: Antigonae. Mit Katrin Gerstenberger, Staatsorchester Darmstadt, Dirigent: Stefan Blunier, Regie: John Dew, Videoregie: Peider A. Defilla (Wergo; 2010) ISBN 978-3-7957-7834-7.